# Pinus merkusii
Pinus merkusii oder Merkus' Kiefer ist eine Pflanzenart aus der Gattung der Kiefern (Pinus) innerhalb der Familie der Kieferngewächse (Pinaceae). Das natürliche Verbreitungsgebiet liegt auf Sumatra und auf den Philippinen, diese Art wird in ganz Indonesien wirtschaftlich genutzt. Aus dem Harz wird in großem Umfang Terpentin hergestellt.

## Beschreibung

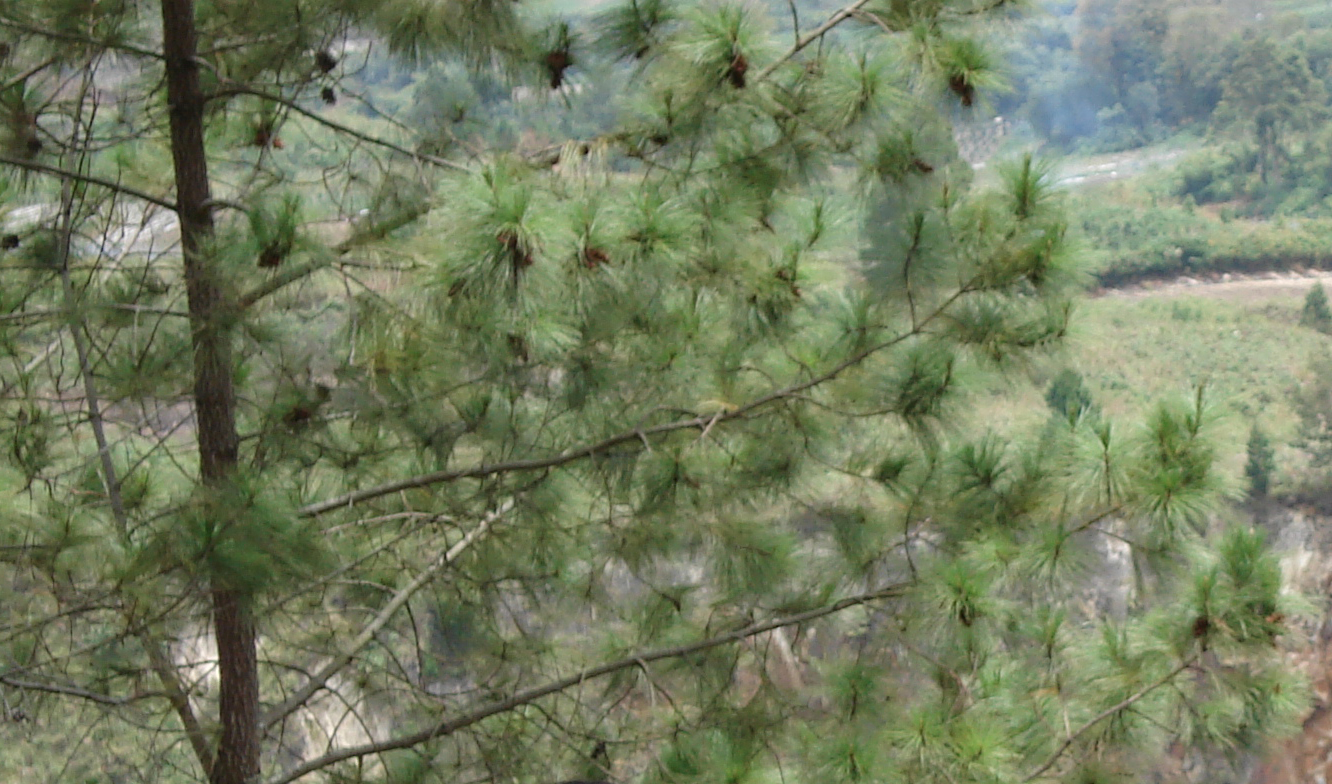
Zweige mit Nadeln

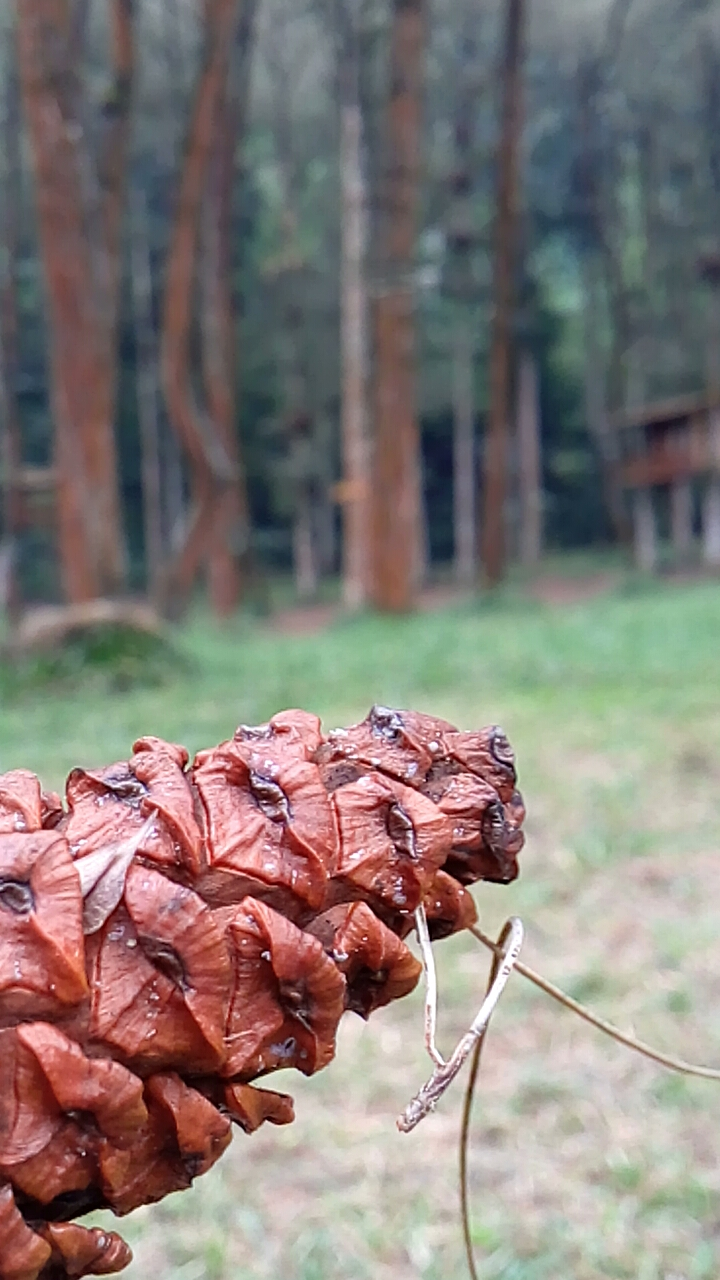
Zapfen

### Habitus
Pinus merkusii wächst als immergrüner Baum, der Wuchshöhen von bis 45 vielleicht sogar 70 Metern mit aufrechtem, geradem Stamm und Stammdurchmessern von bis zu 200 Zentimetern erreicht. Die Stammborke ist rötlich-braun oder dunkel-braun, entweder dünn und mehr oder weniger glatt oder dick, schuppig und rau und zerbricht in viele kleine, dunkelgraue Platten. Die Äste stehen waagrecht oder aufgerichtet und bilden eine offene, breit konische oder unregelmäßige Krone. Die benadelten Zweige sind kräftig, mit kahler, brauner oder dunkel-brauner Rinde.

### Knospen und Nadeln
Die Knospen sind zylindrisch und nicht harzig, endständige Knospen sind 1,5 bis 2 Zentimeter langn. Die Knospenschuppen sind braun. Die Nadeln wachsen paarweise in einer bleibenden, 12 bis 18 Millimeter langen, rötlich-braunen, basalen Nadelscheide. Die Nadeln sind matt-grün, lang und sehr dünn, gerade oder leicht gekrümmt, biegsam, 15 bis 20 Zentimeter lang und etwa 1 Millimeter dick. Der Nadelrand ist fein gesägt, das Nadelende spitz. Auf allen Nadelseiten gibt es feine Spaltöffnungslinien. Die Nadeln fallen nach zwei Jahren ab.

### Zapfen und Samen
Die Pollenzapfen wachsen aufrecht und spiralig angeordnet in Gruppen. Die Pollenzapfen sind bei einer Länge von 1,5 bis 2,5 Zentimetern sowie bei einem Durchmesser von etwa 5 Millimetern zylindrisch.
Die Samenzapfen wachsen meist einzeln selten paarweise an jungen Zweigen. Die Samenzapfen haben einen kräftigen Stiel und stehen beinahe im rechten Winkel von den Zweigen ab. Die Samenzapfen sind geschlossen bei einer Länge von meist 6 bis 10 (5 bis 11) Zentimetern sowie bei einem Durchmesser von 4 bis 8 Zentimetern länglich-konisch. Geöffnet sind sie breit-eiförmig. Die Samenschuppen sind hell rötlich-braun, dünn, steif, länglich und in der Mitte des Zapfens etwa 3 Millimeter lang sowie 1,2 bis 1,5 Millimeter breit. Die Apophyse ist glänzend rot-braun bis dunkel-braun, erhöht, mit rhombischem oder unregelmäßig fünfeckigem Umriss, deutlich quer gekielt und radial gestreift oder gerillt. Der Umbo ist flach oder etwas eingesenkt, zum Ende hin stumpf und unbewehrt. Die grau-braunen Samen sind bei einer Länge von 5 bis 7 Millimetern sowie bei einem Durchmesser von etwa 4,5 Millimetern verkehrt-eiförmig und leicht abgeflacht. Der Samenflügel ist schmal, 20 bis 25 Millimeter lang und haltbar. Die Zapfen reifen im zweiten Jahr.

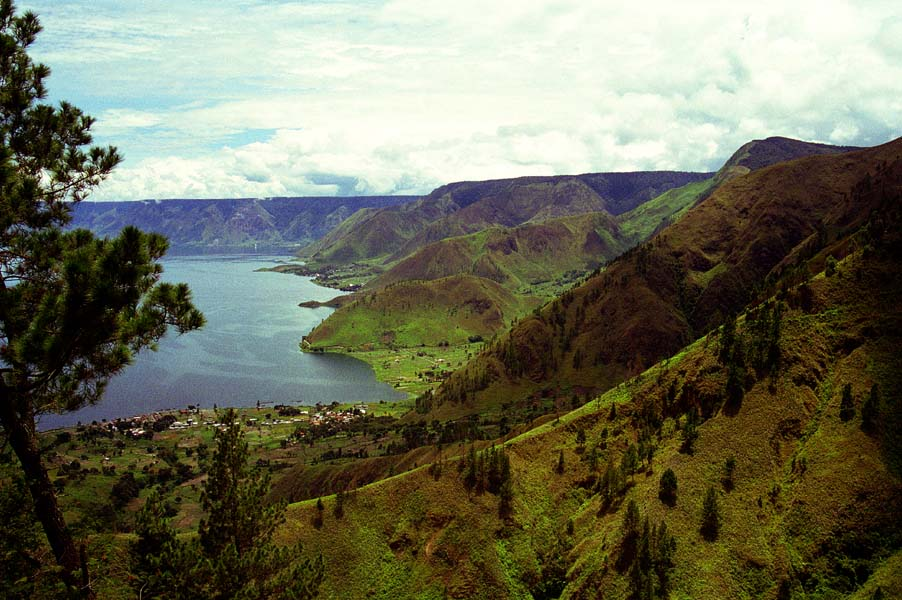
Am Tobasee auf Sumatra

## Vorkommen und Gefährdung
Das natürliche Verbreitungsgebiet von Pinus merkusii liegt in Malesien im Norden und in der Mitte von Sumatra und auf den philippinischen Insel Luzon sowie Mindoro. Nach anderen Angaben zählen auch Gebiete in Südostasien zum natürlichen Verbreitungsgebiet dieser Art, doch werden die Bäume dieser Gebiete der vikarianten Art Pinus latteri zugeordnet. Auf Sumatra gibt es die umfangreichsten Bestände rund um den Tobasee und entlang des Barisangebirge, die über 2° südliche Breite nach Süden reichen. Damit hat Pinus merkusii das südlichste Verbreitungsgebiet aller Kiefer-Arten und ist die einzige Kiefernart die auch südlich des Äquators vorkommt.
Pinus merkusii wächst in bergigen Gebieten und bildet offene Kiefernwälder oder durch Feuer geprägte Kiefern-Savannen. Diese Ökosysteme sind stark durch den Menschen beeinflusst oder möglicherweise erst durch dessen Einfluss entstanden. Die Art bildet ein „Grasstadium“ als Anpassung an die häufigen Feuer. Das Verbreitungsgebiet wird der Winterhärtezone 10 zugeordnet mit mittleren jährlichen Minimaltemperaturen von −1,1 bis +4,4 °C (30 bis 40 °F).
In der Roten Liste der IUCN wird Pinus merkusii als „Vulnerable“ = „gefährdet“ geführt. Hauptursache ist die starke Nutzung, die auf den Philippinen zu einem sehr starken Rückgang der Bestände geführt hat. Auch auf Sumatra wird das Holz weiterhin genutzt, doch ist die Situation dort besser. Es wird jedoch darauf hingewiesen, dass eine Neubeurteilung ausständig ist.

## Systematik und Forschungsgeschichte
Die Erstbeschreibung von Pinus merkusii erfolgte 1845 durch Franz Wilhelm Junghuhn und Willem Hendrik de Vriese in Pl. Nov. Ind. Bat. Or. Band 5, Tafel 2. Das Artepitheton merkusii ehrt Leutnant Hendrik Merkus de Kock, der von 1826 bis 1830 Generalgouverneur von Niederländisch-Indien war.
Art Pinus merkusii gehört zur Untersektion Pinus der Sektion Pinus aus der Untergattung Pinus in der Gattung der Pinus. Pinus merkusii ähnelt stark der in Südostasien heimischen vikarianten Art Pinus latteri. Als wichtiges Unterscheidungsmerkmal zwischen den beiden Arten wurde das Grasstadium der Sämlinge als Anpassung an häufige Steppenfeuer gesehen. Da dieses Stadium inzwischen bei beiden Arten beobachtet wird, ist es fraglich ob die Unterschiede in der Morphologie, die nur quantitativen Charakter haben, den Artstatus rechtfertigen. Falls nicht müsste Pinus latteri als Varietät Pinus merkusii var. latteri (Mason) Silba oder Unterart Pinus merkusii subsp. latteri (Mason) D.Z.Li von Pinus merkusii aufgefasst werden.
Synonyme für Pinus merkusii Jungh. & de Vriese sind: Pinus finlaysoniana Wall. ex Blume, Pinus sumatrana Mirb.

## Verwendung
Pinus merkusii wurde schon von den Niederländern während der Kolonialzeit auch außerhalb des natürlichen Verbreitungsgebiets in ganz Indonesien flächendeckend gepflanzt, was später von den Indonesiern fortgesetzt wurde. Pinus merkusii ist dort der wichtigste Lieferant von Kiefernharz, und damit ist Indonesien weltweit einer der Hauptproduzenten von Terpentin, das durch Destillation aus dem Harz gewonnen wird. Auf den Philippinen wird Harz sowohl aus Pinus merkusii als auch Pinus kesiya gewonnen. Je Baum und Jahr können 3 bis 4 Kilogramm gewonnen werden. Dabei liefern jüngere Bäume mehr Harz als ältere, deren Holz dann weiter zu Zellstoff für die Papierherstellung verarbeitet wird. Das hochwertige Holz wird auch als Bauholz und zur Herstellung von Paneelen und Möbel verwendet. Diese Art wird nicht als Ziergehölz verwendet, man findet sie jedoch in Botanischen Gärten in Indonesien und auf den Philippinen.